# Однополые союзы в Сербии
Однополые браки в Сербии официально не признаются. Однополые браки были конституционно запрещены в 2006 году, когда была разработана новая конституция, в которой брак прямо определен как союз мужчины и женщины.

## История
В январе 2011 года министерство иностранных дел разрешило британскому посольству в Белграде проводить церемонии заключения гражданского союза между двумя британцами или британцем и несербским гражданином. Посольство Франции в Белграде также выдаёт гражданские договоры солидарности гражданам Франции и их иностранным партнерам.
В ноябре 2015 года бывший президент Борис Тадич высказался в поддержку однополых браков и усыновления детей однополыми парами.

## Законодательство Сербии

### Конституционная формулировка
В статье 62 Конституции Сербии говорится: «Брак заключается на основе свободного согласия мужчины и женщины перед государственным органом».

### Гражданские союзы
В мае 2013 года было объявлено, что 4 июня в парламент Сербии будет внесен законопроект об однополых партнерствах. Закон разрешил бы посещение больницы и право наследования пенсии для однополых партнеров, хотя неизвестно, будут ли такие союзы регистрироваться или нет. Законопроект так и не дошел до голосования.
В июне 2019 года были объявлены планы по легализации внутригосударственных партнерских отношений между однополыми парами путем внесения поправок в Гражданский кодекс. Однополые пары смогут пользоваться несколькими юридическими правами, включая право на совместную собственность и алименты. Однако им не будут предоставлены права наследования или усыновления, а также права пользоваться услугами суррогатного материнства.
В июле 2019 года лесбийская пара из города Нови-Сад подала судебный иск, чтобы добиться юридического признания однополых пар. Пара (Елена Дубови и Сунчица Копунович) пыталась зарегистрировать гражданское партнерство, но им было отказано.